# Dorfkirche Kemnitz (Werder)

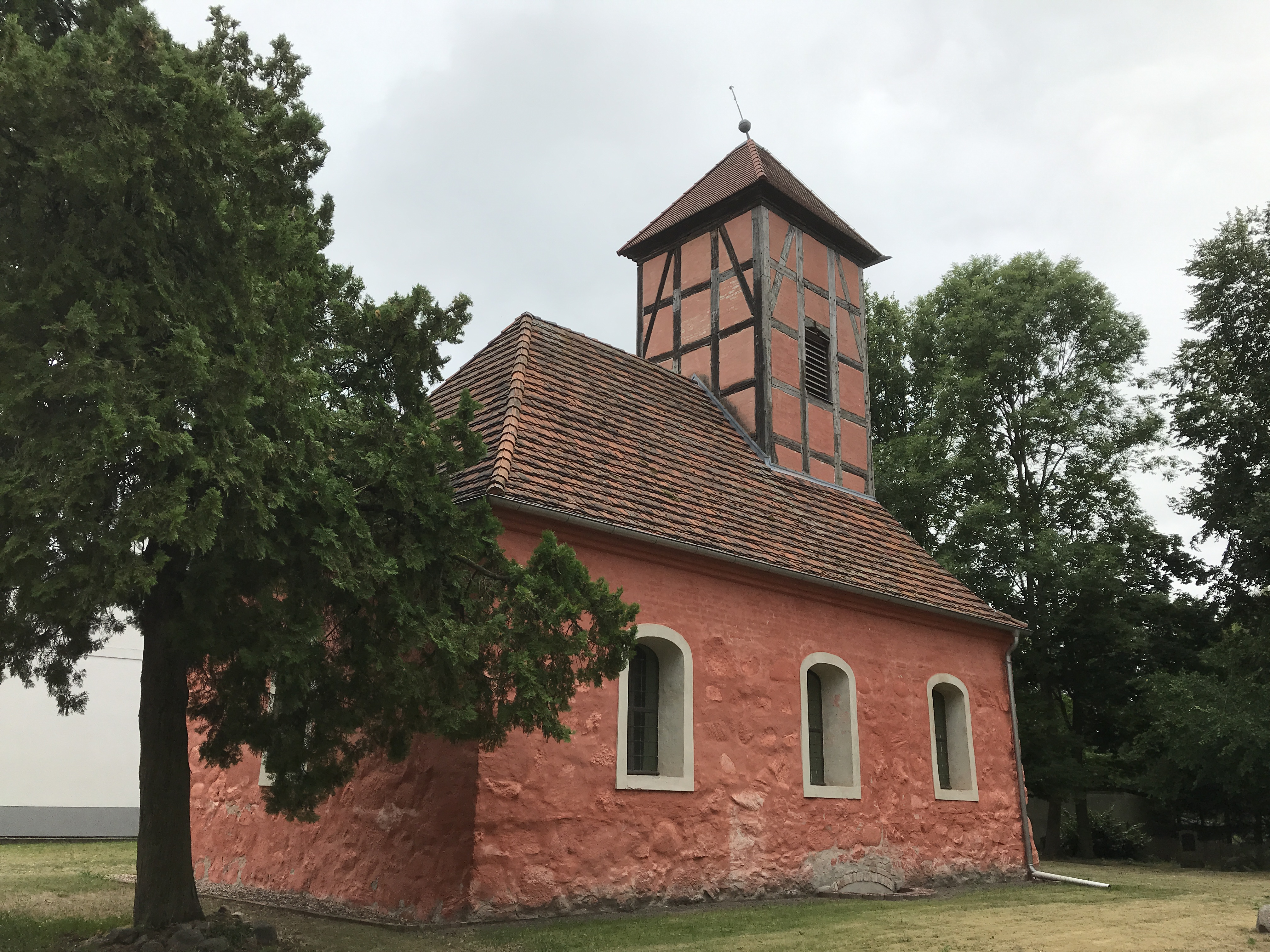
Dorfkirche Kemnitz

Die evangelische Dorfkirche Kemnitz ist eine spätgotische Feldsteinkirche in Kemnitz, einem Ortsteil der Stadt Werder (Havel) im Landkreis Potsdam-Mittelmark im Land Brandenburg. Die Kirchengemeinde gehört zum Kirchenkreis Mittelmark-Brandenburg der Evangelischen Kirche Berlin-Brandenburg-schlesische Oberlausitz.

## Lage
Die Kemnitzer Dorfstraße führt in West-Ost-Richtung als zentrale Verbindungsachse durch den Ort. Im historischen Dorfzentrum zweigt die Seestraße in südlicher Richtung ab und führt zum Großen Plessower See. Die Kirche steht südwestlich dieser Kreuzung und damit nordwestlich des alten Dorfkerns auf einem Grundstück, das mit einer Mauer aus dunklen Mauersteinen eingefriedet ist.

## Geschichte
Das genaue Baudatum des Sakralbaus ist bislang nicht bekannt. Das Dehio-Handbuch äußert sich demnach auch nur sehr vage und spricht von einem spätgotischen Bau, d. h. vom Zeitraum zwischen 1350 und dem Anfang des 16. Jahrhunderts. 1375 war der Ort mit einer Pfarrhufe ausgestattet, somit ist es wahrscheinlich, dass es in diesem Jahr bereits die Kirche oder einen Vorgängerbau gab. Um 1450 – Kemnitz gehörte als Filialkirche von Phöben zur Sedes Brandenburg – wurde diese Hufe auf zwei erhöht. Bei einer Visitation vor 1573 wurde über ihren Status als Mater vagens, also Pfarrkirche ohne eigenes Pfarramt berichtet. Das Brandenburgische Landesamt für Denkmalpflege und Archäologische Landesmuseum (BLDAM) weist darauf hin, dass Kemnitz ursprünglich eine selbstständige Pfarre gewesen sein könnte. Dies ist aus dem Jahr 1601 überliefert. In dieser Zeit kam es zur Erhebung des Zehnt. Das Kirchenpatronat lag beim Gut Kemnitz und damit seit 1609 bei der Familie von Rochow-Plessow, dessen einflußreicher Amtshauptmann zu Jerichow und Zinna Hans XIII. von Rochow (* 1550; † 1622) und Herr auf Gut Plessow es damals erwarb. Es ist denkbar, dass die Kirche wie viele andere Bauwerke auch im Dreißigjährigen Krieg beschädigt wurde. Die Familie von Rochow-Plessow hielt Kemnitz noch zwei Generationen, erst Daniel II. von Rochow, dann dessen Sohn Hans Christoph I. von Rochow. Dieser war ledig und zuletzt Hauptmann in Kurbrandenburg und Domherr des Hochstifts Dom Brandenburg, wurde auch dort bestattet.

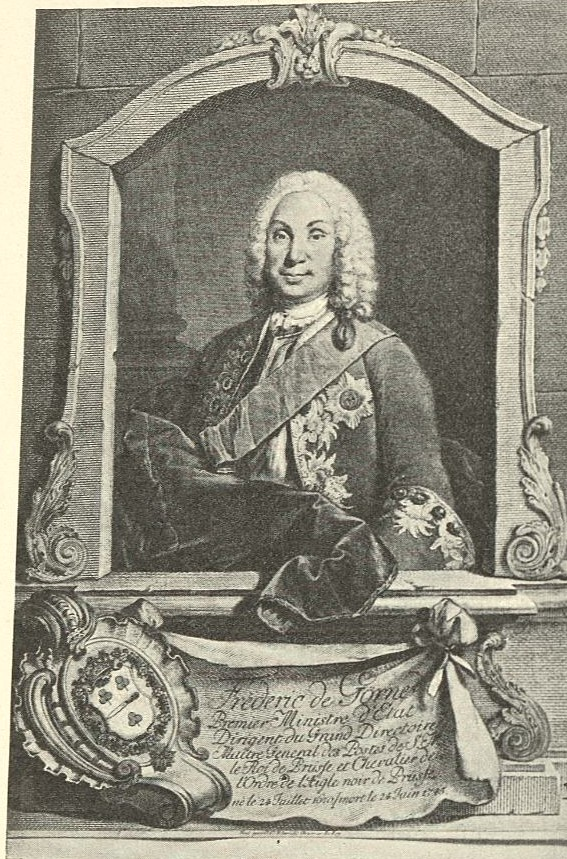
Minister, Gutsherr und Kirchenpatron Friedrich von Görne

Möglicherweise wurde die Kirche Kemnitz dann unter dem Patronat des neuen Gutsbesitzers Friedrich von Görne wiederaufgebaut, denn aus dem Jahr 1686 ist lediglich die Reparatur des Dachs überliefert, genau zum Zeitpunkt der Übergabe des Gutes Kemnitz und des Kemnitzer Kirchenpatronats von der Familie von Rochow an die Familie von Görne. Weitere Ausgaben entstanden in den Jahren 1704 und 1705, deren Inhalt und Umfang jedoch bislang nicht bekannt sind. Als sicher gilt, dass es 1747 im Dorf zu einem Brand kam, bei dem auch die Kirche zerstört wurde. Die Kirchengemeinde ließ das Bauwerk daraufhin umfassend erneuern.
Friedrich II. gestattete dem Gut die Durchführung einer eigenen Kollekte, da die eigenen Mittel für einen Wiederaufbau nicht reichten. Mit dem Geld wurden ebenfalls die Umfassungsmauern erhöht und das Dach neu eingedeckt. Zur gleichen Zeit errichteten Handwerker einen neuen Westturm aus Fachwerk. Ausweislich einer Inschrift war dabei der Zimmerer Johann Gottfried Schneider beteiligt. Weitere Handwerker vergrößerten die Fenster. Weitere Reparaturen wurde im Jahr 1798 durchgeführt und vom Patronatsherren Adolph Ludewig von Britzke beglichen. 1806 gelangte Kemnitz zur Superintendentur Brandenburg-Neustadt und 1924 nach Lehnin. 1837 musste der Turm durch den Zimmermeister Schultze sen. aus Lehnin erneuert werden. Aus Kostengründen ersetzte er die zuvor barocke Kuppelhaube durch ein schlichtes Zeltdach mit Ziegeldeckung. Ende des 19. Jahrhunderts kam es zu einem erneuten Brand im Dorf. Nachdem zuvor Beerdigungen in einem Grabgewölbe unterhalb der Kirche stattfanden, richteten Bestatter nun ein Erbbegräbnis für die Familie Brietzke an der Nordseite des Grundstücks ein. 1935 wurde der umliegende Kirchhof geschlossen und es fanden somit keine weiteren Beerdigungen mehr statt. Nach dem Ende des Zweiten Weltkrieges führten Handwerker letztmals im Jahr 1959 Reparaturarbeiten aus. Danach verfiel das Bauwerk über mehrere Jahrzehnte, bis nach der Wende im Jahr 1996 erste Sicherungsmaßnahmen erfolgten. 2001 und 2002 erfolgte eine umfassende Restaurierung. Dabei wurden der Turm und das Dachwerk saniert, die Westseite des Turms neu hergestellt, die Fenster repariert und der Innenraum instand gesetzt. Anschließend trugen Maler einen rötlichen Kalkschlamm auf die Fassade auf und stellten damit den optischen Zustand aus dem 18. Jahrhundert wieder her.

## Baubeschreibung

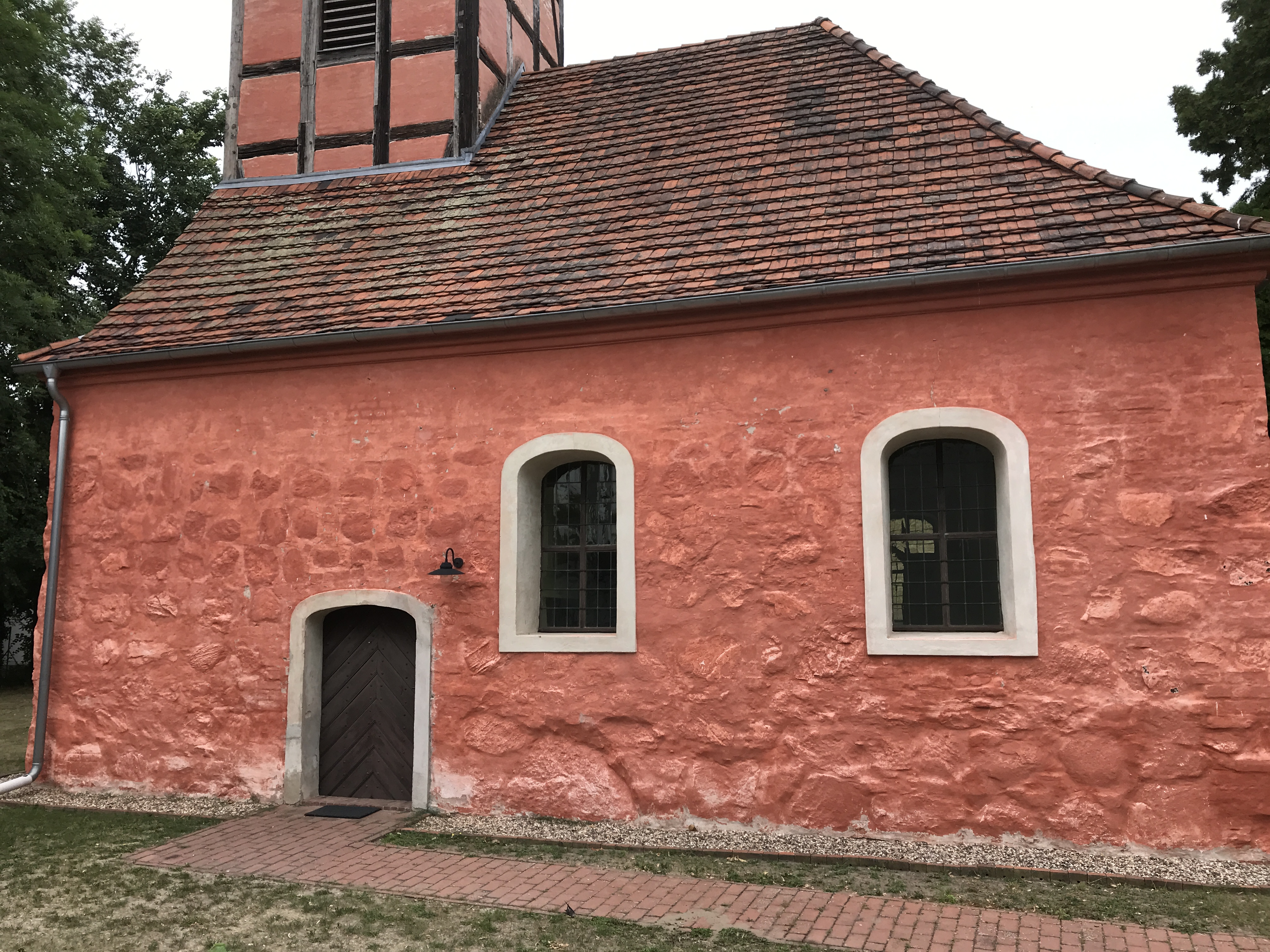
Ansicht von Süden

Für den Bau nutzten Handwerker überwiegend Feldsteine, die nicht behauen oder lagig geschichtet wurden. Die Kirche hat einen rechteckigen Grundriss mit einem Chor, der nicht eingezogen ist. Die Ostwand ist gerade, mittig ein gedrückt-segmentbogenförmiges, barockes Fenster mit einer verputzten Laibung. Dort befanden sich zur Bauzeit zwei spitzbogenförmige Fenster mit einer Backsteinlaibung. Der fensterlose Giebel entstand aus Fachwerk.
Die Nordseite des Kirchenschiffs ist vergleichsweise schlicht gehalten. Dort befinden sich drei gleichartige Fenster. Leicht rechts ausmittig unterhalb des mittleren Fensters sind die Überreste der zugemauerten Gruft erkennbar. An der Südseite sind im östlichen Bereich zwei Fenster; im Westen ist eine gedrückt-segmentbogenförmige Pforte. Die Westseite ist ebenfalls gerade mit einem mittig eingelassenen Fenster. Der Westgiebel wurde ebenfalls aus Fachwerk errichtet. Das BDLAM gibt eine Länge von 12,11 m bei einer Breite von 9,05 m im Westen und 8,87 m im Osten an. Das Kirchenschiff trägt ein schlichtes und nach Osten hin abgewalmtes Satteldach.
Darüber erhebt sich der quadratische, 17,06 m hohe Westturm aus Fachwerk. Mittig ist jeweils an der Nord-, Süd- und Westseite eine Klangarkade darüber ein Pyramidendach mit Turmkugel und Wetterfahne.

## Ausstattung
Der Kanzelaltar stammt vermutlich aus der Zeit um 1756 und wurde 1798 oder im frühen 19. Jahrhundert ergänzt. Er besteht aus einem polygonalen Kanzelkorb zwischen Pilastern in dorischer Ordnung. Darüber ist ein Schalldeckel mit einem geschnitzten Wappen derer von Brietzke.
Zur weiteren Kirchenausstattung gehört eine Fünte mit einer neogotischen Taufschale aus Zinn aus dem Jahr 1878. Das Kirchengestühl mit einer Patronatsloge auf der Nordseite kam vermutlich anlässlich der Reparaturarbeiten 1798 in das Gebäude. Zur gleichen Zeit entstand vermutlich auch die Hufeisenempore, die zu einem späteren Zeitpunkt ergänzt wurde. Sie ruht auf Holzsäulen, die mittig nach oben hin den Turm abstützen. Mehrere Epitaphe erinnern an Gefallene aus den Kriegen, darunter an Friedrich Kuhlmey (1897–1916), Ernst Nätebusch (1922–1942) sowie eine Gedenktafel für den 1870 verstorbenen Andreas Ferd. Wilhelm Ruhmschüssel. Am Aufgang zur Kanzel erinnert eine weitere Tafel an die Gefallenen der Befreiungskriege. An der Ostwand befindet sich im Norden eine Sakramentsnische.
1898 kaufte das Märkische Museum Berlin ein zur Kirche gehöriges silbernes Gefäß auf, viereckig, 16,5 cm hoch, 450 Gramm, mit Schraubedeckel. Es wies noch Spuren der Vergoldung nach und trug auf der Vorderseite das von Rochow`sche Wappen, drei nach außen gewendete Pferdeköpfepaare. Versehen mit der Jahreszahl 1669 und den Anfangsbuchstaben H. H. V. R. H. Benutzung fand dieses zuvor vom Geistlichen zur Krankenkommunnion außerhalb der Kirche. Das Berliner Museum bezahlte 50 Mark, geschätzter Silberwert 30 Mark.
Das Bauwerk ist in seinem Innern flach gedeckt. Im Turm hängt eine Glocke, die die Firma Radler aus Hildesheim im Jahr 1933 goss. Sie ersetzte eine Glocke, die Christian Daniel Heintze aus Berlin im Jahr 1755 goss. Die Schenkung der Familie von Britzke an die Gemeinde musste im Zuge einer Metallspende des deutschen Volkes abgegeben werden.